# أماندا بلاك
أماندا بلاك (بالإنجليزية: Amanda Black) هي مغنية مؤلفة جنوب أفريقية، ولدت في 23 يوليو 1993 في Butterworth, South Africa ‏ في جنوب أفريقيا.

## وصلات خارجية
- الموقع الرسمي
- أماندا بلاك على موقع ميوزك برينز (الإنجليزية)